# 堪察加棕熊
堪察加棕熊（學名：Ursus arctos beringianus，英文名：Kamchatka brown bear），又叫西伯利亞棕熊，是棕熊的一個亞種，分佈于堪察加半島、卡拉金斯克島 、千島群島等地。粒線體DNA序列分析顯示它與阿拉斯加（科迪亞克棕熊）、庫頁島與蒙古等地的棕熊親緣關係接近。堪察加棕熊很少襲擊人類。

## 形態

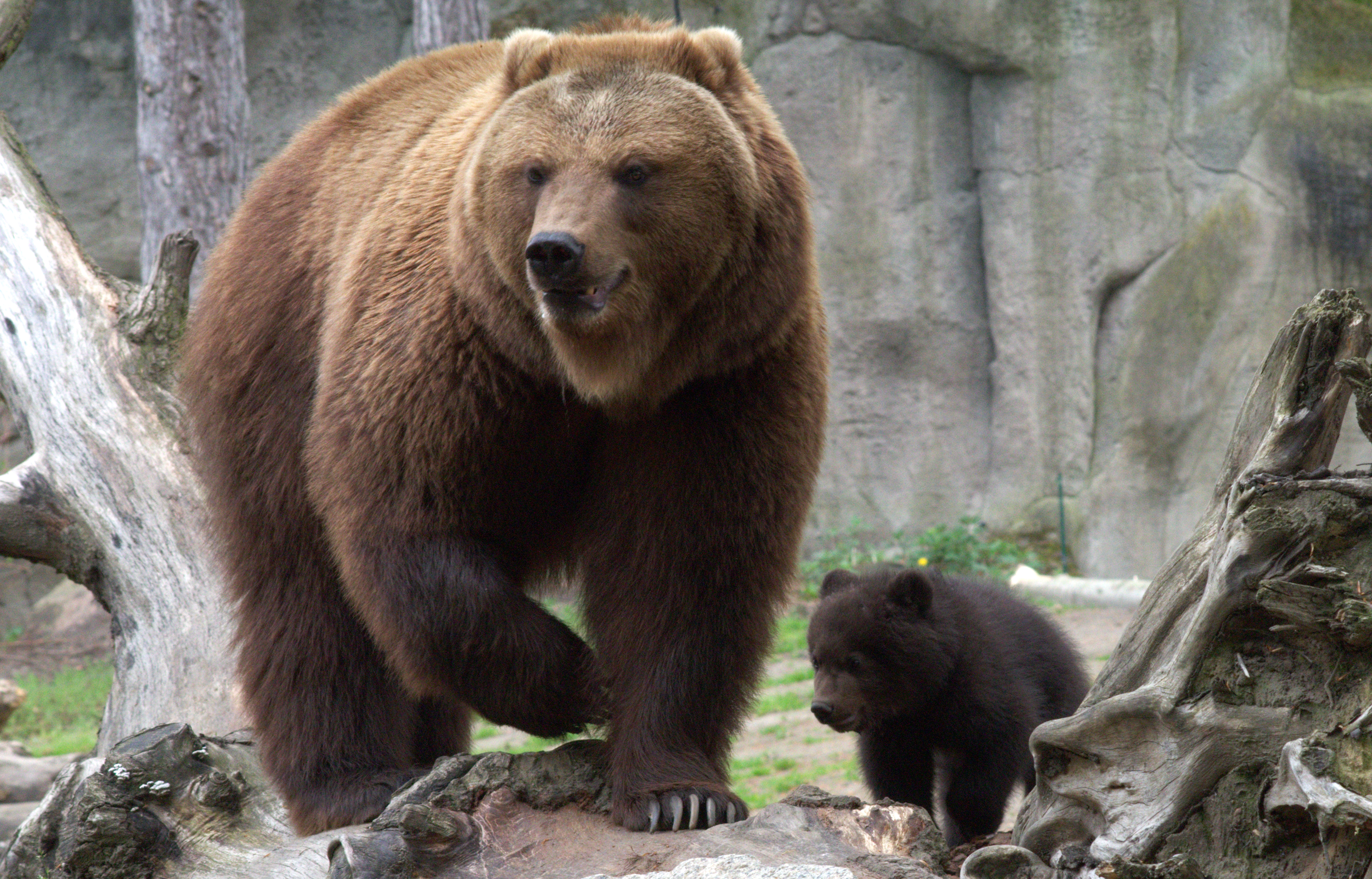
母熊與小熊

堪察加棕熊是一種大型棕熊，可能是歐亞大陸最大的棕熊，體長可達3米，重可達650公斤，大小與科迪亞克棕熊相當，雄性頭骨可長達40.3–43.6公分，寬25.8–27.7公分；雌性頭骨長37.2–38.6公分，寬21.6–24.2公分。毛色一般為帶有些為紫色光澤的深棕色，淺棕色的個體十分少見。

## 生態
堪察加棕熊在夏季常以藍莓、岩高蘭的果實與粉紅鮭和虹鱒為食，秋天則食用堅果與魚類，食物缺乏時也會食用死魚與禾草。
堪察加棕熊較少攻擊人類，有統計顯示僅有1%的遭遇事件演變成襲擊。十九世紀時，最早進入堪察加地區的歐洲人便對此地棕熊的數量與體型大小感到驚訝，且紀錄其習性較東西伯利亞棕熊（Ursus arctos collaris）溫馴。不過2008年7月，堪察加奧柳托爾斯基區曾有一開採鉑的礦坑被多達30隻的堪察加棕熊群體包圍，且有兩名守衛被攻擊遇難。

## 狩獵
堪察加棕熊是俄羅斯狩獵產業中價錢最高的戰利品之一。2005年，堪察加的野生動物管理部門便核發了500張狩獵許可，為該地區創造為數不小的經濟收益。

## 外部連接
- Photos of the Kamchatka Brown Bear (Ursus arctos beringianus)  by Klaus Nigge